# 1309 هـ
1309 هـ هي سنة في التقويم الهجري امتدت مقابلةً في التقويم الميلادي بين سنتي 1891 و1892.

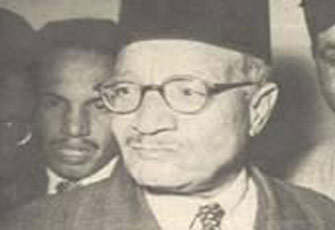
حسن الهضيبي

## أحداث
- سقوط الدولة السعودية الثانية باحتلال محمد بن عبد الله بن علي الرشيد الرياض.
- نشوب معركة حريملاء قرب الرياض.
- قتل مساعد بن جلوي بن تركي آل سعود عن عمر ناهز ال20, وكان ذلك في معركة حريملاء.
- مغادرة الأمام عبد الرحمن بن فيصل الرياض مع عائلته وبعض البدو والسكان إلى البحرين.

## مواليد
- أحمد محمد شاكر
- حامد الآمدي
- حسن الهضيبي
- أحمد بن عبد الله القاري
- إسماعيل حقي فرج
- حسين الحلي
- سعد الله الجابري
- عبد الحميد عبادة
- محمد الجبرتي
- محمود وضحة المنيني
- مزاحم الباجه جي
- منير القاضي

## وفيات
- أبو الشتاء السطاتي
- أسعد طراد
- محمد علي اللكنوي الكشميري
- الخديوي توفيق حاكم مصر.